# WinFS
WinFS (Windows Future Storage) was de codenaam van een geannuleerd bestandssysteem dat werd ontwikkeld door Microsoft voor gebruik in het Windows-besturingssysteem. Het was een uitbreiding op NTFS.
Microsoft kondigde WinFS oorspronkelijk aan als onderdeel van Windows Longhorn (toen de codenaam voor Windows Vista). In augustus 2004 werd echter duidelijk dat Microsoft Longhorn in 2006 alleen kon uitbrengen als WinFS nog in de bètafase zou verkeren, met een volledige update op een later tijdstip. Op 29 augustus 2005 verscheen er tot ieders verrassing echter een bètaversie 1 van WinFS. In 2006 verklaarde Microsoft dat de WinFS-technologieën gebruikt zouden worden in toekomstige versies van Microsoft SQL Server, wat een stopzetting betekende van het WinFS-project.
Het systeem was een combinatie van Microsoft SQL Server 2005, codenaam destijds Yukon, en het onderliggende NTFS-bestandssysteem. Het gunde de mogelijkheid om data zowel op een traditionele bestand-gebaseerd API's en een nieuwe object-gebaseerde benadering waarbij gezocht kan worden aan de hand van metadata.